# الحدود بين المغرب والصحراء الغربية

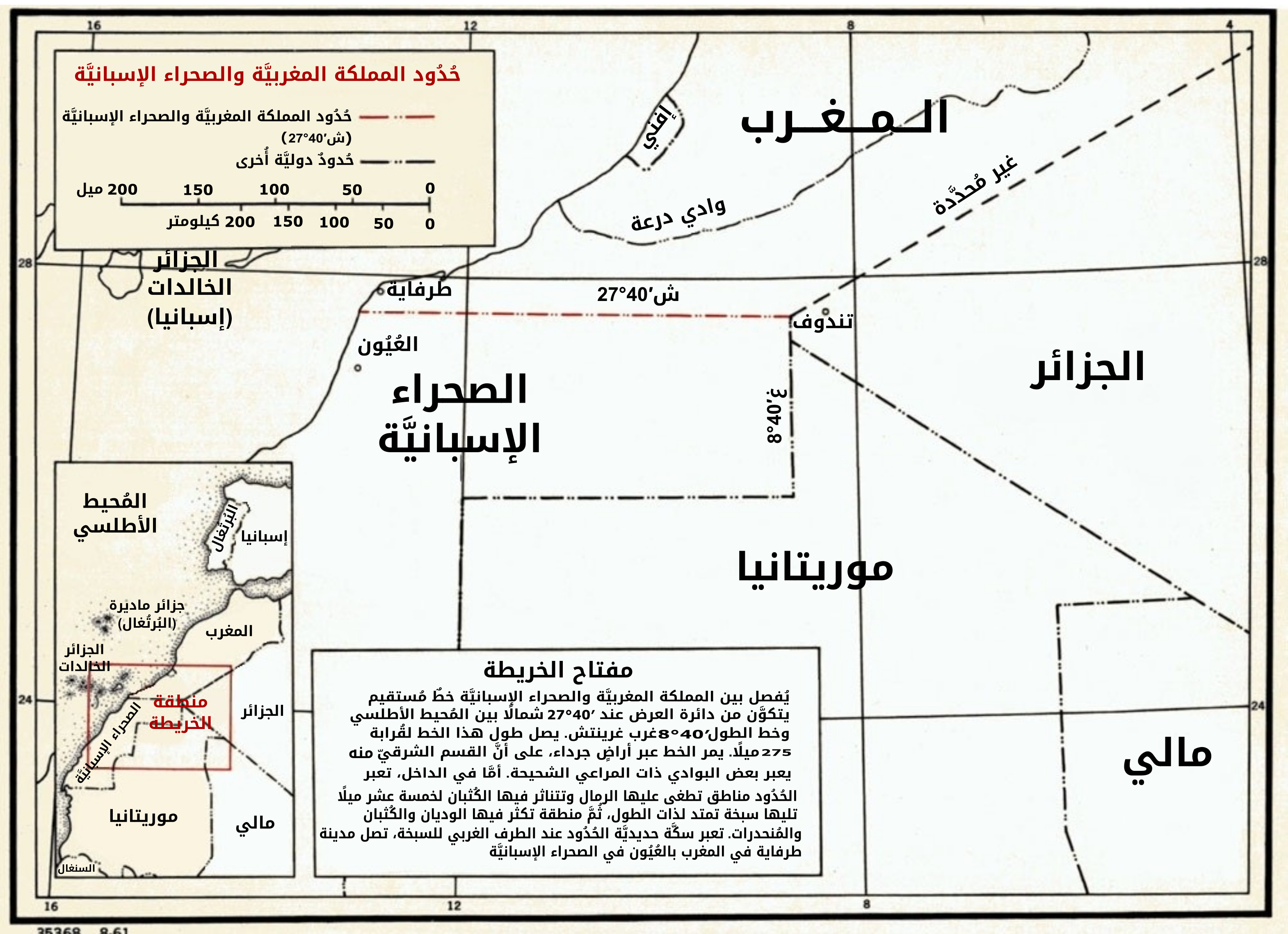
خريطة للحدود بين المغرب والصحراء الغربية

الحدود بين المغرب والصحراء الغربية التي يبلغ طولها 444 كم (276 ميل) وتمتد من المحيط الأطلسي في الغرب إلى النقطة الثلاثية مع الجزائر في الشرق. كانت الحدود قائمة بين المغرب و استعمار اسباني في الصحراء الإسبانية بالمعنى القانوني البحت منذ ضم المغرب ما تسمى صحراء الغربية انداك في عام 1975.

## الوصف
تبدأ الحدود من الغرب عند الساحل الأطلسي وتتكون من خط أفقي واحد ينتهي في الشرق عند النقطة الثلاثية الجزائرية. تعبر الحدود قسمًا مكتظًا بالسكان من الصحراء الكبرى.

## التاريخ
ظهرت الحدود خلال التدافع على إفريقيا، وهي فترة من المنافسة الشديدة بين القوى الأوروبية في أواخر القرن التاسع عشر على الأراضي والنفوذ في إفريقيا. وبلغت العملية ذروتها في مؤتمر برلين عام 1884، حيث اتفقت الدول الأوروبية المعنية على مطالبها الإقليمية وقواعد الاشتباكات في المستقبل. نتيجة لهذه العملية، أعلنت إسبانيا عن نيتها إعلان محمية على الساحل الأفريقي الشمالي الغربي بين رأس بوجادور ورأس نواذيبو، والتي تم إنشاؤها رسميًا كمستعمرة الوادي الذهبي في العام التالي.

الأراضي الإسبانية السابقة في شمال غرب إفريقيا

في 27 يونيو 1900، وقعت فرنسا وإسبانيا معاهدة أنشأت حدودًا بين وادي الذهب وغرب إفريقيا الفرنسي بدءًا من رأس نواذيبو وتنتهي عند تقاطع خط طول 12° غرب وخط عرض 26° شمال (أي الجزء الأكبر من الحدود بين الصحراء الغربية وموريتانيا). خلال غزو فرنسي إسباني للسلطنة الشريفة 1904 الى توقيع معاهدة حماية تلاتية 1912 على السلطنة  تم تمديد هذه الحدود بموجب معاهدات مؤرخة في 3 أكتوبر 1904 و1912 شمالًا إلى واد درعة عبر ضم ساقية حمراء وواد نون   ثم غربًا على طول خط عرض 27° 40' شمال، وهذا الخط الأخير يشكل الحدود الحديثة بين المغرب والصحراء الغربية؛ تم تسمية الأراضي الإسبانية الجديدة التي تم تشكيلها على هذا النحو بالصحراء الإسبانية  تزامن دالك مع توقيع على معاهدة فرنسية - إسبانية أخرى في 27 نوفمبر 1912 والتي أنشأت مناطق تقسيم حماية تلاتية على المغرب منها حماية فرنسية على معظم سلطنة الشريفة ( المغرب)، بينما تنازلت عن أجزاء من السلطنة لإسبانيا وهي ساحل البحر الأبيض المتوسط («المنطقة الشمالية»، أو المغرب الإسباني بشكل أكثر شيوعًا)، إفني ورأس جوبي/قطاع طرفاية (المعروف أيضًا باسم «المنطقة الجنوبية»)، ويشكل الأخير ما هو الآن أقصى جنوب المغرب، بين وادي درعة وحدود الساقية الحمراء عند 27 ° 40'N المتفق عليها عام 1904.
من عام 1946 إلى عام 1958 تم توحيد المغرب الإسباني وقطاع طرفاية  وإقليم  سيدي إفني  و الصحراء الاسبانية وداي الذهب والساقية الحمراء  تحت اسم غرب إفريقيا الإسبانية حصل المغرب على استقلاله عن فرنسا عام 1956، بما في ذلك المغرب الإسباني (باستثناء بلاثاس دي سوبيرانيا التي لا تزال جزءًا من إسبانيا اليوم). الدولة المستقلة حديثًا، مدفوعة بفكرة توحيد المغرب ما قبل 1912 م ، طالبت بكل أراضي غرب إفريقيا الإسبانية. في عام 1958، دمجت إسبانيا وادي الذهب والساقية الحمراء تحت اسم الصحراء الإسبانية. في نفس العام تنازلت إسبانيا عن قطاع طرفاية للمغرب (عبر اتفاق سينترا)، وبذلك أعادت تثبيت حدود عام 1904. تم التنازل عن إفني في عام 1969 (بعد محاولة مغربية فاشلة للاستيلاء على المنطقة إيفني و الساقية حمراء  بالقوة في عام 1957). ثم وجه المغرب أنظاره إلى الصحراء الإسبانية و سبتة و مليلية ، لكن موريتانيا (المستقلة منذ 1960) تنازعت أيضًا على الإقليم، مدعيةً أن مستعمرة وادي الذهب السابقة جزء من «موريتانيا الكبرى». في غضون ذلك، شكل القوميون الصحراويون جبهة البوليساريو، سعياً وراء الاستقلال لكامل الصحراء الإسبانية تحت اسم الصحراء الغربية. نص حكم محكمة العدل الدولية بشأن هذه المسألة في أكتوبر 1975. على أنه المطالبات المغربية و الموريتانية بالصحراء الغربية ليست قوية لدرجة لتبرير الضم، مع تأكيد محكمة قبائل منطقة كانت تربطهم بيعة و تبعية لسلاطين المغرب و لهم روابط أسرية مع مجموعة الموريتانية و مع بعض مناطق المغرب خارج اراضي نزاع . لكن لا يوجد سيادة إقليمية كافية و لا مبرر يمنع السماح للشعب الصحراوي بتقرير مستقبله. كثير من مختصين يوم ينتقدو قرار محكمة عدل دولية التي لم يكن قرارها واضحا .  

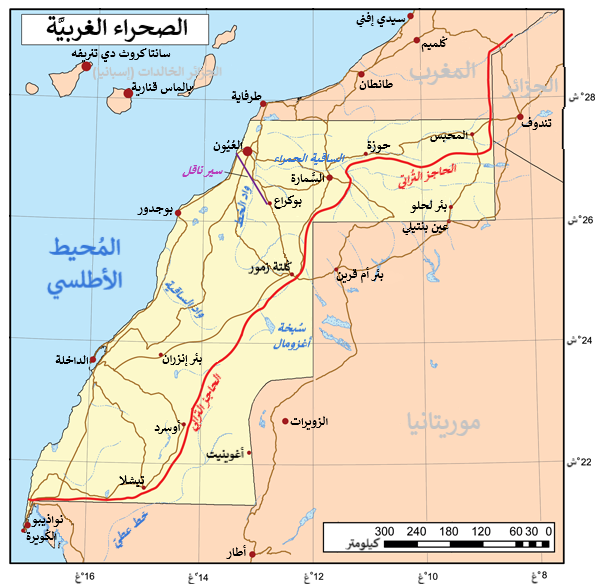
خريطة توضح الجدار الرملي - يسيطر المغرب على كل المناطق الواقعة غربه، وتسيطر البوليساريو على الأراضي شرقه

بعد ذلك، سعى المغرب إلى تسوية الأمر سياسيا عبر طغط على اسبانيا لتسليم اقليم له . وفي نوفمبر 1975 أجرى «المسيرة الخضراء»، حيث عبر آلاف المغاربة الحدود الإسبانية للصحراء. كان ديكتاتور إسبانيا فرانشيسكو فرانكو على وشك الموت في هذا الوقت، ولم تكن البلاد على استعداد للرد عسكريًا في مثل هذا الوقت الدقيق. لذلك رضخت اسبانيا للمغرب ووقعت إسبانيا معاهدة مع المغرب وموريتانيا، تقسم الصحراء الإسبانية  ما يقرب من الثلثين لصالح المغرب. ضم المغرب بعد ذلك قسمه من الصحراء ولم يعد للحدود بين المغرب والصحراء الغربية، بحكم الأمر الواقع، وجود. ومع إهمال التنظيمات الإدارية المغربية اللاحقة الحدود تمامًا. أعلنت قوات البوليساريو قيام الجمهورية العربية الصحراوية الديمقراطية على أساس حدود الصحراء الإسبانية، مما أدى إلى بدء حرب طويلة ضد المغرب وموريتانيا. غير راغبة في استمرار الصراع، انسحبت موريتانيا من منطقتها في عام 1979، والتي ضمها المغرب بعد ذلك.
في الثمانينيات، في محاولة للسيطرة على الإقليم وإحباط عمليات البوليساريو، بدأ المغرب في بناء عدد من الجدران المعقدة أو السواتر، وأكمل في النهاية الجدار الرملي المغربي في عام 1987. وقع المغرب وجبهة البوليساريو اتفاقية لوقف إطلاق النار عام 1991 أنهت الحرب، احتفظ المغرب بالسيطرة على المناطق الواقعة غرب الجدار (حوالي 80٪ من الصحراء الغربية)، مع سيطرة البوليساريو على المناطق الشرقية في الوقت الحاضر الخلاف لا يزال دون حل.